# 安謨縣
安謨縣（越南语：／）是越南宁平省下辖的一个县。

## 地理
安谟县南接清化省河中县和峨山县，北接华闾市，西接三叠市，东接金山县，东北接安庆县。

## 历史
1961年1月，安乐社划归安庆县管辖；安庆县庆阳社、庆盛社、庆上社3社划归安谟县管辖。
1967年1月28日，安谟县增设同交农场市镇。
1974年2月23日，解散同交农场市镇，设立省直辖三叠市镇，三叠市镇包括同交农场、三叠农场和安同社、安山社2社的2个合作社。
1975年12月27日，宁平省和南河省合并为河南宁省，安谟县随之划归河南宁省管辖。
1977年2月23日，安慈社连芳村划归安仁社管辖，安慈社平明村划归安丰社管辖，安富社兴贤村和安城社寨老店划归安美社管辖，安泰社东村店划归安林社管辖，安泰社江姜店划归安城社管辖，安和社蓝山村划归庆上社管辖。
1977年4月27日，安谟县、省直辖三叠市镇和安庆县庆宁社、庆居社、庆海社、庆先社、庆善社、庆利社、庆安社、庆和社、庆富社、庆云社10社合并为三叠县。
1982年12月14日，三叠县安平社枚村村和平山村划归庆上社管辖。
1982年12月17日，三叠县以三叠市镇、安平社、安山社1市镇2社析置三叠市社。
1984年1月10日，安丰社析置安慈社。
1991年12月26日，河南宁省重新分设为南河省和宁平省，三叠县划归宁平省管辖。
1993年11月23日，三叠县析置部分社。
1994年7月4日，安林社东村村划归安泰社管辖；三叠县以庆和社、庆安社、庆富社、庆居社、庆云社、庆海社、庆先社、庆善社、庆利社、庆宁社10社和金山县9社复析置安庆县；三叠县更名为安谟县，下辖安富社、安美社、安泰社、安林社、安胜社、安慈社、安仁社、安同社、安莫社、安城社、安丰社、安和社、庆盛社、庆上社、庆阳社15社。
1997年6月7日，安富社和庆盛社析置安盛市镇。
2000年8月4日，安美社析置安兴社，庆上社析置枚山社。
2012年11月28日，安富社并入安盛市镇，庆盛社部分区域划归安盛市镇管辖。
2024年12月10日，越南国会常务委员会通过决议，自2025年1月1日起，庆盛社和安兴社并入安盛市镇，枚山社并入庆上社。

## 行政区划
安谟县下辖1市镇13社，县莅安盛市镇。
- 安盛市镇（Thị trấn Yên Thịnh）
- 庆阳社（Xã Khánh Dương）
- 庆上社（Xã Khánh Thượng）
- 安同社（Xã Yên Đồng）
- 安和社（Xã Yên Hòa）
- 安林社（Xã Yên Lâm）
- 安莫社（Xã Yên Mạc）
- 安美社（Xã Yên Mỹ）
- 安仁社（Xã Yên Nhân）
- 安丰社（Xã Yên Phong）
- 安泰社（Xã Yên Thái）
- 安胜社（Xã Yên Thắng）
- 安城社（Xã Yên Thành）
- 安慈社（Xã Yên Từ）